# Niall Caille mac Áeda
Niall Caille mac Áeda, da distinguere dal nipote Niall mac Áeda (... – 846), è stato re di Ailech e sovrano supremo d'Irlanda tra l'827 e l'846.

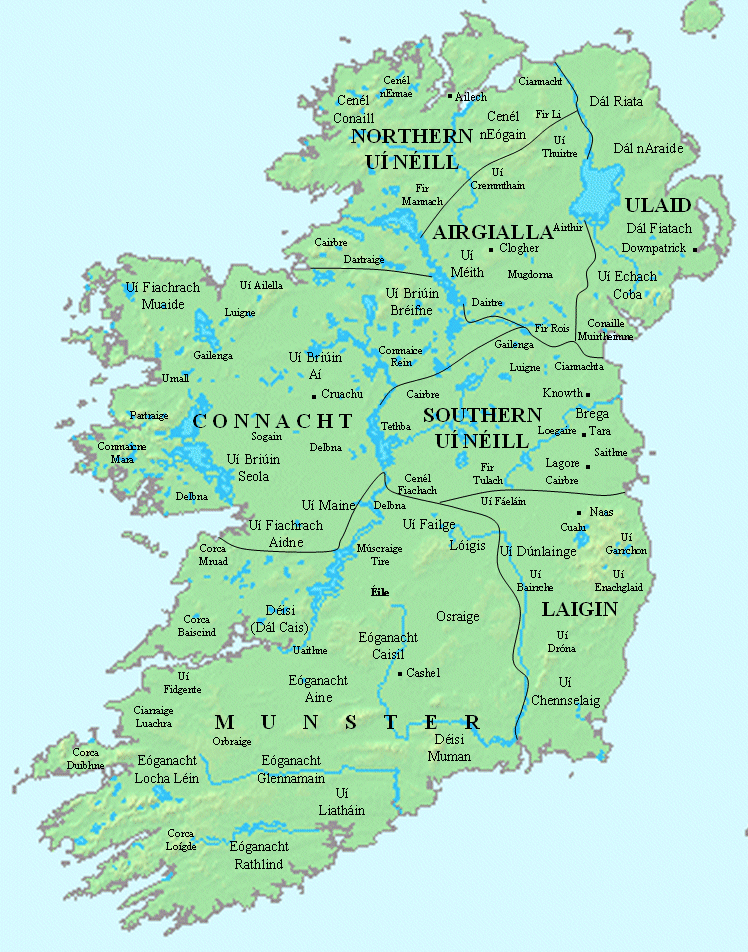
Popoli e regni dei primi secoli dell'Irlanda cristiana

Membro della casata dei Cenél nEógain degli Uí Néill del nord (una dinastia che dominò su molte zone dell'isola), era figlio di Áed Oirdnide mac Néill, che era stato re supremo irlandese dal 793 all'819. Anche suo figlio Áed Findliath fu re supremo. Secondo il Banshenchas (XII secolo). sua madre era Medb, figlia di Indrechtach mac Muiredaig degli Uí Briúin.
Il potere supremo in Irlanda fu praticamente diviso tra i Cenél nEógain e il Clan Cholmáin, ramo meridionale degli Uí Néill, Perciò quando Áed morì sul trono salì Conchobar mac Donnchado del Clan Cholmáin, figlio di Donnchad Midi, che era stato re supremo prima di Áed. Quindi Niall non succedette direttamente al padre, mentre il cugino Murchad mac Máele Dúin salì sul trono di Ailech e divenne capo dei Cenél nEógain. Nell'823, quando, come ricordano gli Annali dell'Ulster, Murchad fu deposto, Niall divenne re di Ailech.

## Re di Ailech
Nell'827 un conflitto interno all'importante chiesa Armagh fece scoppiare la guerra, narrata ampiamente dagli Annali dei Quattro Maestri. Cummascach mac Cathail degli Uí Cremthainn, re di Airgíalla, scacciò da Armagh il confessore di Niall, Éogan Mainistrech, nominando abate il fratellastro Artrí mac Conchobair, che era forse figlio di Conchobar mac Donnchado. Nell'825, quando impose la regola di san Patrizio sul Connacht insieme a Feidlimid mac Crimthainn, re del Munster, gli Annali dell'Ulster chiamano Artrí vescovo di Armagh. Niall marciò con l'esercito su Armagh e si scontrò con le forze di Cummascach e di Muiredach mac Eochada, re dell'Ulster, a Leth Cam, presso Kilmore, contea di Armagh. Dopo tre giorni di combattimenti Niall ottenne una vittoria decisiva. Cummascach, il fratello Congalach e altri capi degli Airgialla, che caddero così sotto il dominio dei re degli Uí Néill del nord. Artrí fu deposto e al suo posto Niall pose Éogan Mainistrech.

## Re di Tara
Dopo la morte di Conchobar mac Donnchado nell'833. Sconfisse i Vichinghi che devastavano Derry e poi fece una spedizione nel Leinster, sul cui trono pose poi Bran mac Fáeláin degli Uí Dúnlainge. Attaccò poi gli Uí Néill del sud, devastandone il territorio fino alla contea di Offaly. L'anno successivo, nell'836, Niall entrò in conflitto con il re del Munster Feidlimid mac Crimthainn. Feidlimid, uomo di chiesa e re, abate di Clonfert e sostenitore delle riforme del Céli Dé, attaccò Kildare e fece prigioniero Forindán, abate di Armagh. Nell'838 Niall e Feidlimid held si incontrarono a Cloncurry o a Clonfert, ma le fonti non sono chiare sull'esito dell'incontro. Comunque il conflitto tra i due non cessò. Nell'840 Feidlimid marciò in armi verso la collina di Tara, dove venivano incoronati i re supremi, accampandosi lì, mentre Niall devastò Offaly. I due si scontrarono nell'841 a Mag nÓchtair, dove vinse Niall. Niall fu impegnato a combattere nel nord del suo regno contro i Vichinghi, che al suo tempo stavano spostando le loro mire verso l'Irlanda centrale e le coste orientali, stabilendo degli insediamenti permanenti a Lough Neagh, nei pressi di Dublino. Niall sconfisse i Vichinghi a Mag nÍtha, nella contea di Donegal, nell'845. L'anno successivo annegò nel fiume Kings, vicino a Callan. Fu ritrovato a Kells e sepolto a Kilree. Come re supremo gli succedette Máel Sechnaill mac Máele Ruanaid del Clan Cholmáin.

## Famiglia
Niall sposò Gormflaith, sorella di Conchobar mac Donnchado, la quale morì nell'861. Da lei ebbe diversi figli, tra cui Áed Findliath, che sarà poi re supremo, e una figlia di cui non si conosce il nome e che sposerà Conaing mac Flainn dei Síl nÁedo Sláine.